# 嵖岈山

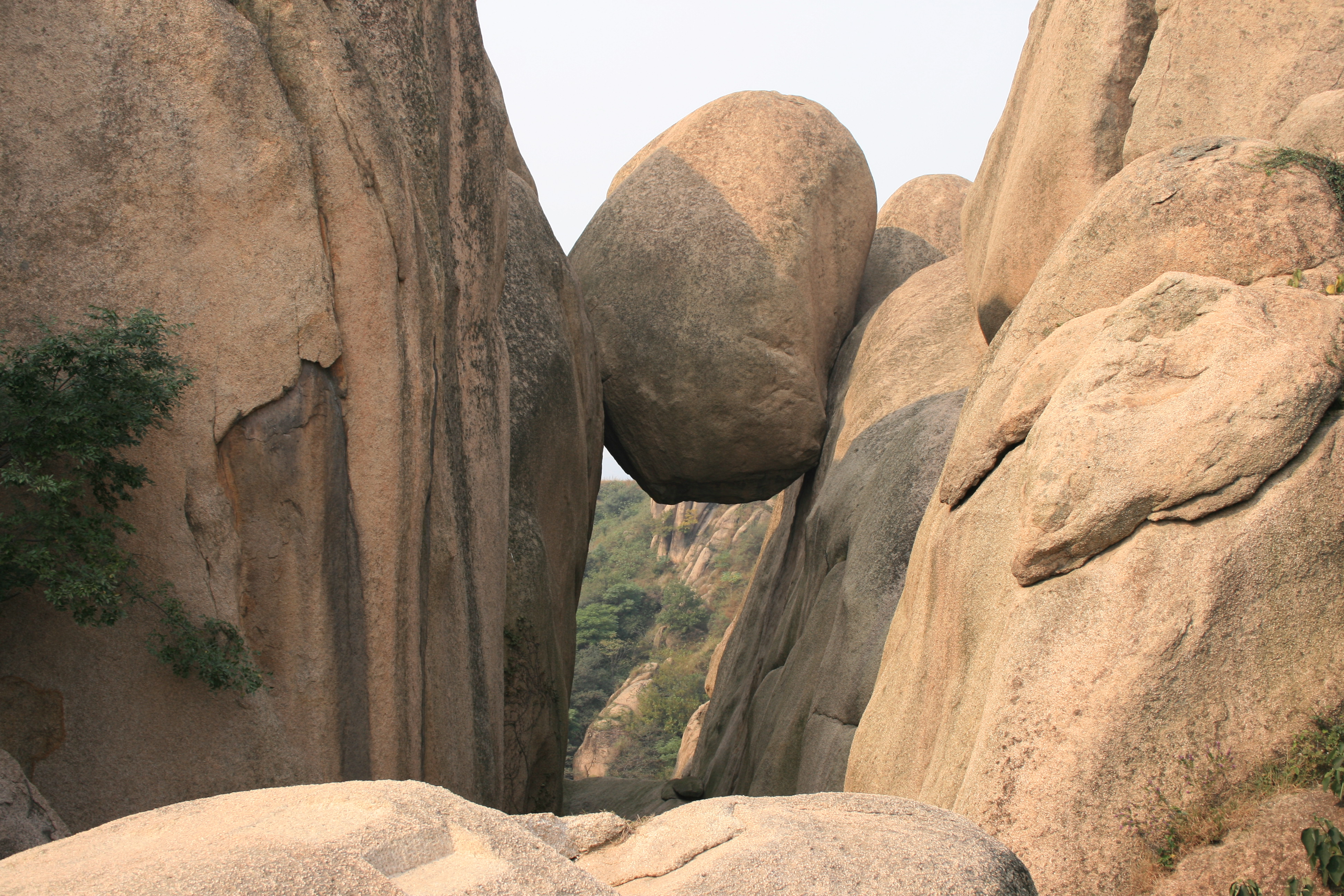
嵖岈山的奇峰异石

嵖岈山位于河南省驻马店市遂平县境内，系伏牛山东缘余脉，因山势嵯峨、怪石林立而得名，又名石猴仙山、嵯峨山，玲珑山， 素有“天下第一奇山”、“中原盆景”和“北方石林”之美称，总面积50多平方公里，1987年被河南省确定为首批省级风景名胜区。因，犬牙交错而得名，享有"中州盆景"之美誉。嵖岈山系伏牛山余脉，山势峰峨，奇石遍地，朝则薄雾缭绕，暮则斜阳凝紫，雨来泼墨，烟散笼纱。明代文人墨客曾赞美嵖岈山“峰峰有奇石，石石挟仙气”。后被评为中国国家级地质公园、中国国家5A级旅游景区。
嵖岈山景区交通便利，南临驻马店市驿城区，北靠漯河市。从河南省会郑州市到嵖岈山不过一百八十公里。几条纵穿遂平县主干道有京珠高速、京广铁路、107国道。便利的交通对嵖岈山的开发起到了决定性的作用。